# Чемпионат мира по трековым велогонкам 1987
Чемпионат мира по трековым велогонкам 1987 года года прошёл в Вене с 25 августа по 5 сентября под эгидой UCI. Было разыграно 14 комплектов наград: 12 у мужчин и 2 у женщин. Соревнования проходили в мультиспортивном комплексе «Ферри Дусика Халленштадион».

## Медали

### Общий зачёт
(Жирным выделено самое большое количество медалей в своей категории; принимающая страна также выделена)
| Общее количество медалей |                |        |         |        |       |
| Место                    | Страна         | Золото | Серебро | Бронза | Всего |
| 1                        | СССР           | 4      | 1       | 2      | 7     |
| 2                        | Япония         | 2      | 1       | 0      | 3     |
| 3                        | Швейцария      | 2      | 0       | 1      | 3     |
| 4                        | ГДР            | 1      | 4       | 1      | 6     |
| 5                        | Италия         | 1      | 3       | 1      | 5     |
| 6                        | Франция        | 1      | 1       | 1      | 3     |
| 7                        | Австралия      | 1      | 1       | 0      | 2     |
| 7                        | Дания          | 1      | 1       | 0      | 2     |
| 9                        | США            | 1      | 0       | 2      | 3     |
| 10                       | ФРГ            | 0      | 1       | 1      | 2     |
| 10                       | Великобритания | 0      | 1       | 1      | 2     |
| 12                       | Чехословакия   | 0      | 0       | 2      | 2     |
| 13                       | Австрия        | 0      | 0       | 1      | 1     |
| 13                       | Бельгия        | 0      | 0       | 1      | 1     |
| Всего                    | Всего          | 14     | 14      | 14     | 42    |

## Медалисты

### Мужчины

#### Любители
| Дисциплина                         | Золото                                                                                           | Золото   | Серебро                                                                         | Серебро  | Бронза                                                                           | Бронза   |
| ---------------------------------- | ------------------------------------------------------------------------------------------------ | -------- | ------------------------------------------------------------------------------- | -------- | -------------------------------------------------------------------------------- | -------- |
| Спринт                             | Лутц Хесслих · ГДР                                                                               |          | Билл Хукк · ГДР                                                                 |          | Михаэль Хюбнер · ГДР                                                             |          |
| Гит на 1 км                        | Мартин Винникомб · Австралия                                                                     | 1:03,173 | Йенс Глюклих · ГДР                                                              | 1:03,374 | Константин Храбцов · СССР                                                        | 1:03,641 |
| Индивидуальная гонка преследования | Гинтаутас Умарас · СССР                                                                          | 4:29,58  | Вячеслав Екимов · СССР                                                          | 4:30,52  | Артурас Каспутис · СССР                                                          | 4:31,41  |
| Командная гонка преследования      | Вячеслав Екимов · Гинтаутас Умарас · Александр Краснов · Виктор Манаков · Сергей Хмелинин · СССР | 4:12,51  | Штеффен Блохвиц · Дирк Майер · Карстен Вольф · Роланд Хенинг · Уве Берндт · ГДР | 4:12,59  | Павел Соукуп · Мирослав Кундера · Сватоплук Бухта · Мирослав Юнец · Чехословакия | 4:13,91  |
| Гонка по очкам                     | Марат Ганеев · СССР                                                                              | 74       | Уве Мессершмидт ФРГ                                                             | 41       | Паскаль Лино · Франция                                                           | 23       |
| Тандем                             | Фабрис Кола · Фредерик Манье · Франция                                                           |          | Роберто Никотти · Андреа Фаччини · Италия                                       |          | Витеслав Воборжил · Любомир Гаргаш · Чехословакия                                |          |
| Гонка за лидером                   | Марио Джентили · Италия                                                                          | 42:29,0  | Винченцо Коламартино · Италия                                                   | 1 круг   | Роланд Кёнигсхофер · Австрия                                                     | 1 круг   |

#### Профессионалы
| Дисциплина                         | Золото                     | Золото | Серебро                    | Серебро | Бронза                     | Бронза |
| ---------------------------------- | -------------------------- | ------ | -------------------------- | ------- | -------------------------- | ------ |
| Кейрин                             | Харуми Хонда · Япония      |        | Клаудио Голинелли · Италия |         | Сигэнори Инуэ · Япония     |        |
| Гонка за лидером                   | Макс Хёрцелер · Швейцария  |        | Дэнни Кларк · Австралия    |         | Вернер Бетц ФРГ            |        |
| Индивидуальная гонка преследования | Ханс-Хенрик Эрстед · Дания |        | Йеспер Ворре · Дания       |         | Энтони Дойл · Австралия    |        |
| Спринт                             | Нобуюки Тавара · Япония    |        | Хидэюки Мацуи · Япония     |         | Клаудио Голинелли · Италия |        |
| Гонка по очкам                     | Урс Фрейлер · Швейцария    |        | Энтони Дойл · Австралия    |         | Роджерс Ллегемс · Бельгия  |        |

### Женщины
| Дисциплина                         | Золото               | Золото  | Серебро                  | Серебро | Бронза                 | Бронза  |
| ---------------------------------- | -------------------- | ------- | ------------------------ | ------- | ---------------------- | ------- |
| Спринт                             | Эрика Салумяэ · СССР |         | Криста Ротенбургер · ГДР |         | Конни Параскевин · США |         |
| Индивидуальная гонка преследования | Ребекка Твигг · США  | 3:41,14 | Жанни Лонго · Франция    | 3:44,00 | Минди Майфилд · США    | 3:47,92 |